# Alil

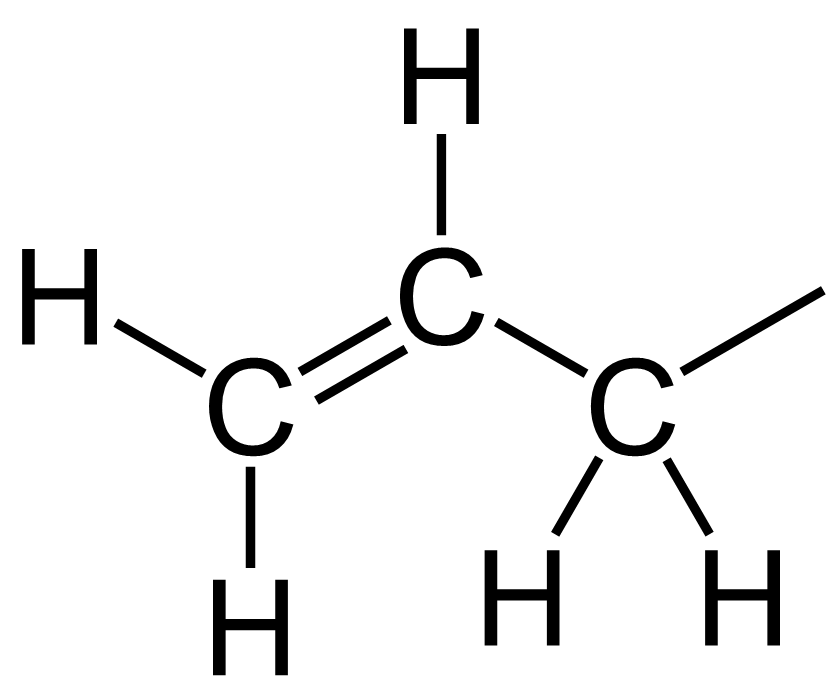
Structura restului alil

Un rest alil, este un rest organic de tip alchenil, derivat de la propenă, cu formula H2C=CH−CH2R, unde R este restul moleculei. Este alcătuit dintr-o punte metilenică (−CH2−) atașată de o grupă vinil (−CH=CH2).
Exemple de compuși ce conțin acest rest sunt: alcool alilic, alilamină, clorură de alil, bromură de alil, etc.

## Etimologie
Etimologia termenului alil provine din latinescul pentru usturoi: Allium sativum.